# 周舒
周 舒（しゅう じょ、生没年不詳）は、中国後漢末期の学者。字は叔布。益州巴西郡閬中県の人。子は周羣。

## 経歴
若い頃、広漢郡の楊厚に図讖の術を学び、董扶・任安に次ぐ名声を得た。
たびたび朝廷から招聘を受けたが、応じようとしなかった。
また、『春秋讖』にある「漢に代わる者は当塗高」の意味を聞かれ、「当塗高とは魏である」と答えたという。